# .бел
.бел je národní doména nejvyššího řádu pro Bělorusko.
Žádost o delegování domény byla schválena 26. srpna 2014. Doménová jména bude možné zaregistrovat v ruštině a běloruštině, včetně apostrofu a písmen „ў“ a „і“. Pravidla registrace budou shodná s pravidly pro doménu .by.
V Bělorusku je seznam oficiálních registrátorů v zóně domény .бел zveřejněn na oficiálních webových stránkách zón domén .by a .бел: cctld.by. Seznam registrátorů vznikal postupně.